# 人も歩けば
『人も歩けば』（ひともあるけば）は、梅崎春生が1959年に刊行した小説（中央公論社刊行）。また、同作を原作とする1960年公開の川島雄三監督による同名の日本映画。東京映画製作、東宝配給、モノクロ、上映時間99分、東宝スコープ。

## あらすじ
主人公の砂川桂馬は、キャバレーのドラマーをしていたが、銀座の質屋「成金屋」の主人と将棋仲間だったことから、「成金屋」の婿となる。しかし、義父はすぐに死亡、桂馬は商売に失敗。「あかしや化粧品」のセールスマンとなる。銭湯「八卦湯」の店主で、手相占い師の日高泥竜子に、「婿入り先を近々出る」「大金を手にする」と占われる。
義母と妻が探偵（金田一小五郎）をつかって素行調査をしたことから、おでん屋「すみれ」に出入していることも責められ、桂馬は喧嘩わかれをし、ドヤ街の、並木浪五郎が経営する「ベッドハウス」に暮らすことになる。ベッドハウスにいた板割鉄太郎を弟分にしたが、金を持ち逃げされて無一文になる。そのため、桂馬は、烏森にある日高泥竜子の銭湯で、三助をしてくらすようになる。
ところが、桂馬の伯父がなくなり、9000万円の遺産が入ることになり、それをしった成金屋の一家は、桂馬を探し始める。さがされていることを知った桂馬は、逃げようとするが、日高泥竜子が作ろうとしている新興宗教「心霊八相会」の教祖役を頼まれる。日高がやめた銭湯は、すみれが買い取り「すみれ湯」となる。
そうこうしているうちに、気が付くと、桂馬は将棋を指している最中だった。

## キャスト
- 砂川桂馬：フランキー堺
- 成金義平：沢村いき雄
- 成金キン：沢村貞子
- 成金富子：横山道代
- 成金清子（成金家の親戚の娘）：小林千登勢
- 木下藤兵衛（古着屋）：桂小金治
- ナミ子（古着屋の使用人、探偵小説マニア）：春川ますみ
- 日高泥竜子：森川信
- 佐倉すみれ：淡路恵子
- フク（銭湯の使用人）：前田純子
- 並木浪五郎：加東大介
- 板割鉄太郎：三遊亭小円馬
- 鈴ちゃん（並木家の使用人）：奥村恵津子
- 金田一小五郎：藤木悠
- 岸公助（ベッドハウスに住む学生）：立岡光
- バブ近藤（桂馬の伯父の遺産の管理人の外国人）：ロイ・ジェームス
- ゴジラの八：八波むと志
- ラドンの松：南利明
- アンギラスの熊：由利徹
- 南小路寛子（桂馬が持ち逃げした短刀の持ち主）：若水ヤエ子
- 福田：瀬良明
- 大久保：稲吉靖
- 細井：永井柳太郎
- 梅占堂（女占い師）：武智豊子
- 少女：越智令子
- 犬を連れた女：織田照子
- 楽士：西原純
- バーテン：田中章三

## スタッフ
- 監督：川島雄三
- 製作：佐藤一郎
- 原作：梅崎春生
- 脚色：川島雄三
- 企画：奥田喜久丸
- 撮影：岡崎宏三
- 音楽：真鍋理一郎
- 美術：小島基司
- 録音：酒井栄三
- 照明：伊藤盛四郎
- 監督助手：秦幸三郎
- 編集：広瀬千鶴
- 製作主任：大久保欣四郎